# DCD2 Records
DCD2 Records, vroeger bekend als Decaydance Records, is een zelfstandige platenmaatschappij. Het label is in 2005 opgericht door Pete Wentz van Fall Out Boy. Het bedrijf is opgericht in Chicago (Illinois) in Amerika. DCD2 werkt regelmatig samen met Crush Management. Ze vertegenwoordigen vooral rock- en alternatieve muziek.

## Artiesten op het label
- Fall Out Boy
- Gym Class Heroes
- Panic! at the Disco
- Travie McCoy
- New Politics
- Lolo
- MAX
- Charley Marley
- Nothing,Nowhere
- L.I.F.T